# جين مادوكس
جين مادوكس هو سياسي أمريكي، ولد في 23 أغسطس 1938 في شيليكوث في الولايات المتحدة، وتوفي في 2 يونيو 2015 في دي موين في الولايات المتحدة. نشط حزبياً في الحزب الجمهوري. وقد انتخب عضو مجلس ولاية آيوا ‏.